# Удостоверение личности

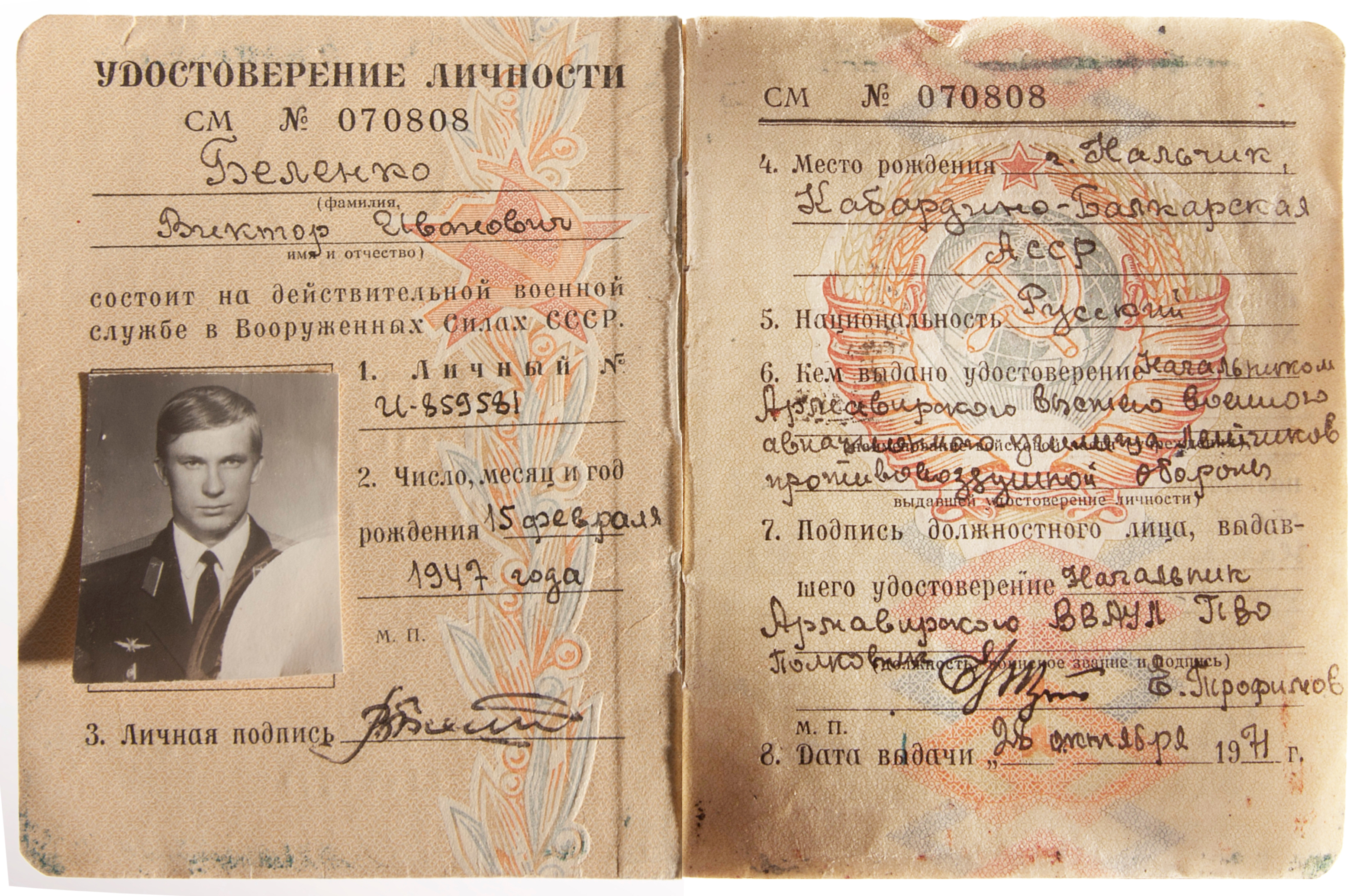
Удостоверение личности Виктора Беленко (ВС СССР)

Удостоверение личности — документ, который удостоверяет личность и основные анкетные данные его владельца.

## История
Для удостоверения (идентификации) личности человека, его положения и так далее, были придуманы специальные документы, имеющие различные размеры, носители и состав.

## Состав
Обычно удостоверение содержит:
- реквизиты той организации, которая его выдала,
- фамилию и имя лица, которому оно выдано,
- фотографию владельца,
- дату, год и место рождения владельца,
- семейное положение владельца,
- основные анкетные данные супругов, детей, а в некоторых странах также и родителей.

## Удостоверения личности в различных странах

### Россия, Казахстан, Кыргызстан, Украина
В Российской Федерации официальным удостоверением личности является паспорт гражданина Российской Федерации, аналог подобного документа, продолжительно существовавшего в СССР.
Удостоверение личности гражданина Казахстана введено в 1994, взамен внутреннего паспорта СССР.
Первый национальный паспорт гражданина Кыргызстана был введён в 1994 году, идентификационная карта (ID) внутреннего паспорта была введена в 2005 году. Второе поколение идентификационной карты (eID) было введено в 2017 году. Она содержит микрочип с личными данными.
На Украине осуществляется переход от использования паспорта в форме книжки к использованию паспорта в форме идентификационной карты.

### Евросоюз
В большинстве государств Евросоюза удостоверением личности является идентификационная карта.

### США
В США используется более одного типа удостоверения личности. В качестве документа, удостоверяющего личность, могут служить водительское удостоверение, удостоверение личности, выданное штатом, паспорт и иные документы. Вопреки расхожему мнению, номер социального страхования не используется в обиходе, так как часто является предметом интереса мошенников.
Согласно Акту о реальном удостоверении личности, начиная с 3 мая 2023 года вводятся новые обязательные документы для передвижения внутри страны — Real ID в дополнение к State ID, которые планируется заменить PASS ID.

### Австралия
В Австралии нет единого удостоверения личности. В качестве документа, удостоверяющего личность, могут служить водительское удостоверение, Keypass ID (суррогатный документ, свободно выдаваемый почтой Австралии) и некоторые другие документы.